# أبريل 2012

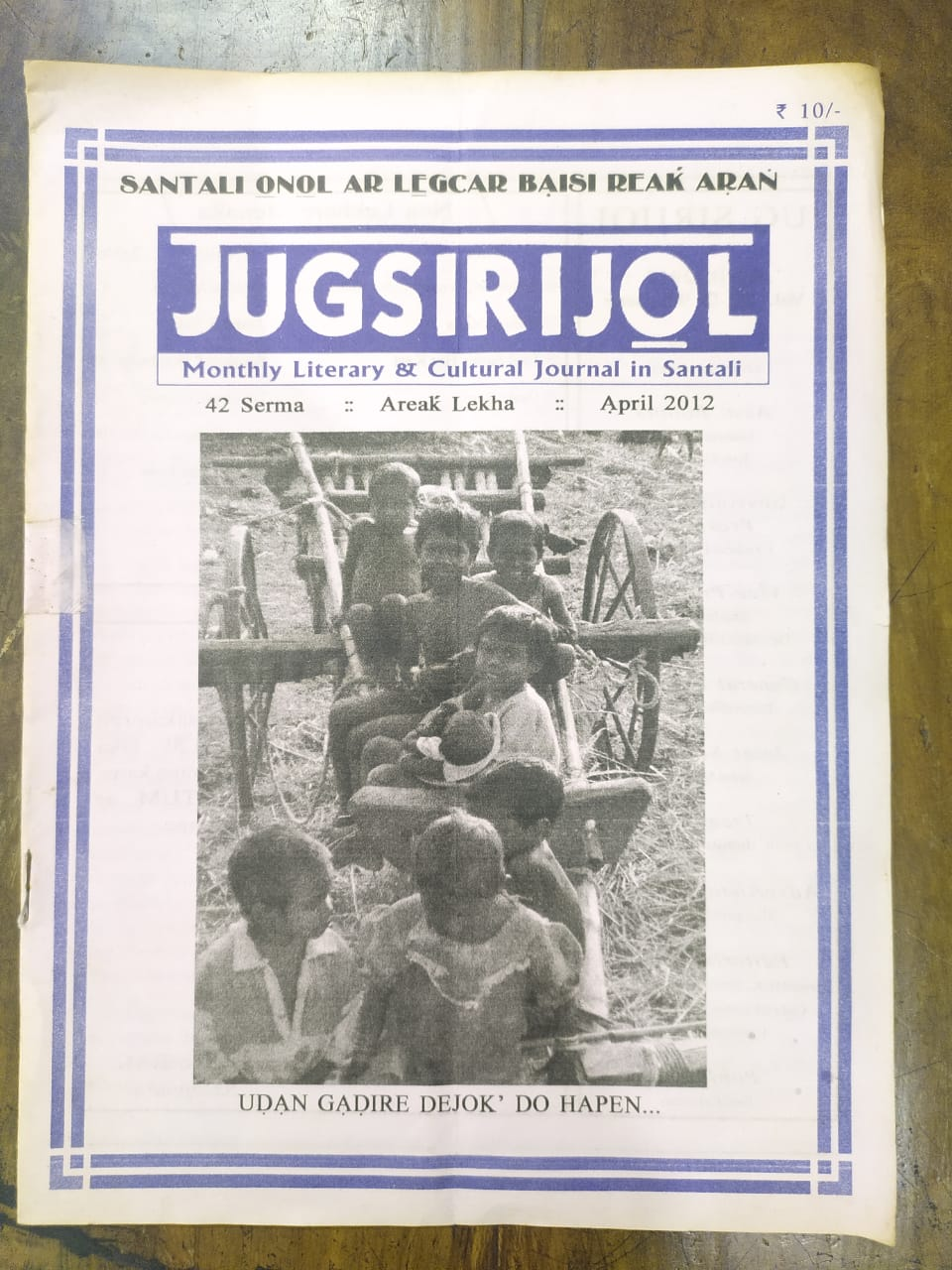
سلسلة العمر 2012

أبريل 2012 هو الشهر الرابع في عام 2012، بدأ يوم الأحد وانتهى يوم الأثنين، وامتد لثلاثين يومًا.

## بوابة:أحداث جارية
| \| 1 أبريل 2012 (الأحد) \| عدل \| تاريخ \| راقب \| تصفح \| |     |       |      |      |
| - سوريا : انعقاد المؤتمر الثاني لمجموعة أصدقاء الشعب السوري في إسطنبول بتركيا. - مصر : الإخوان المسلمون يرشحون نائب مرشدهم العام خيرت الشاطر مرشحًا للانتخابات الرئاسية المصرية. |     |       |      |      |
| 1 أبريل 2012 (الأحد) | عدل | تاريخ | راقب | تصفح |

| \| 2 أبريل 2012 (الإثنين) \| عدل \| تاريخ \| راقب \| تصفح \| |     |       |      |      |
| - فلسطين : الأسيرة الفلسطينية هناء شلبي تصل لقطاع غزة عقب إبعادها هناك لمدة ثلاث سنوات مقابل وقف الإضراب عن الطعام. - مصر : وفد من الكونغرس الأمريكي يلتقي خيرت الشاطر مرشح الإخوان المسلمين للانتخابات الرئاسية المصرية 2012. - مصر : الأقباط ينسحبون من لجنة صياغة الدستور في مصر. - مالي : الطوارق يعتزمون إعلان دولة شمال مالي. - فرنسا : طرد أئمة وناشطين إسلاميين من فرنسا. - العراق : الحكومة العراقية تطلب من قطر تسليمها طارق الهاشمي المطلوب قضائيا في العراق. |     |       |      |      |
| 2 أبريل 2012 (الإثنين) | عدل | تاريخ | راقب | تصفح |

| \| 5 أبريل 2012 (الخميس) \| عدل \| تاريخ \| راقب \| تصفح \| |     |       |      |      |
| • قال مصدر حكومي سوري إن الجيش السوري بدأ الانسحاب من بعض المدن التي وصفها بالهادئة والعودة إلى ثكناته، وذلك قبل أيام من انتهاء المهلة لتطبيق الخطة الدولية لوقف إطلاق النار. فيما تراجعت إلى أطراف المناطق المتوترة، وهو ما نفته المعارضة والنشطاء. وكان الرئيس بشار الأسد وافق على المهلة التي حددت لتطبيق خطة المبعوث العربي الدولي المشترك كوفي عنان، والتي تتضمن ست نقاط بينها سحب الجيش من البلدات والمدن ووقف إطلاق النار، على أن يتبعها وقف العنف من قبل العناصر المسلحة في المعارضة السورية في ما لا يقل عن 48 ساعة. • أكد رئيس المجلس الوطني الانتقالي، مصطفى عبد الجليل، أن الانتخابات الليبية ستجرى في 19 يونيو/حزيران القادم، متعهدا بالاستقالة حال عدم إجرائها. وقال إنه لن يقبل أن يكون على "رأس مجلس وطني غير منتخب".وشدد على قدرة النظام الليبي الجديد على فرض السيطرة الأمنية على الانتخابات، وقال إنه "سيتم وقف الانتخابات في أي منطقة تشهد اختراقات أمنية".وأعلن الجيش الليبي مدن زوارة والجميل (ليبيا) ورقدالين غرب ليبيا مناطق عسكرية، وقال إنه سيعمل على الحد من دخول وخروج الأسلحة إليها، ومن ثم الاستعداد للبدء في حملة عسكرية لفرض السيطرة على هذه المدن.وكان 26 شخصا على الأقل قتلوا في زوارة غرب البلاد بعد تجدد المعارك بين مسلحين من قبائل متناحرة. • أعلن عمر سليمان، نائب رئيس الجمهورية المصرية السابق اعتذاره عن عدم الترشح لمنصب رئيس الجمهورية.وجاء اعتذار سليمان في بيان أصدره - حسب وكالة أنباء الشرق الأوسط - أكد فيه أنه حاول التغلب على المعوقات المتصلة بالوضع الراهن ومتطلبات الترشح الإدارية والتنظيمية والمادية ووجد أنها تعوق قدرته على الوفاء بها. |     |       |      |      |
| 5 أبريل 2012 (الخميس) | عدل | تاريخ | راقب | تصفح |

| \| 11 أبريل 2012 (الأربعاء) \| عدل \| تاريخ \| راقب \| تصفح \| |     |       |      |      |
| - الجزائر : وفاة أحمد بن بلة أول رئيس للجزائر بعد الاستقلال - سوريا : القوات المسلحة تعلن عبر التلفزيون السوري انها ستوقف علمياتها غداً الخميس - اليمن : الجيش يقتل 62 متشددا في اشتباكات مسلحة |     |       |      |      |
| 11 أبريل 2012 (الأربعاء) | عدل | تاريخ | راقب | تصفح |

| \| 13 أبريل 2012 (الجمعة) \| عدل \| تاريخ \| راقب \| تصفح \| |     |       |      |      |
| - الجزائر : بن بلة يوارى الثرى في الجزائر تحت سماء ممطرة afp - سوريا : مقتل خمسة محتجين وضابط بالجيش في اليوم الثاني للهدنة رويتورز - السودان : خالد سعد المتحدث باسم الجيش السوداني يعلن ان الجيش يتقدم نحو بلدة هجليج رويتورز |     |       |      |      |
| 13 أبريل 2012 (الجمعة) | عدل | تاريخ | راقب | تصفح |

| \| 15 أبريل 2012 (الأحد) \| عدل \| تاريخ \| راقب \| تصفح \|                                               |     |       |      |      |
| - هروب 400 معتقل من سجن في باكستان اليوم السابع - دراسة 38 % من الأطفال على فيسبوك دون آلـ 12 عاما الشروق |     |       |      |      |
| 15 أبريل 2012 (الأحد)                                                                                     | عدل | تاريخ | راقب | تصفح |

| \| 22 أبريل 2012 (الأحد) \| عدل \| تاريخ \| راقب \| تصفح \| |     |       |      |      |
| - السودان : مئات المتطرفين الإسلاميون يحرقون كنيسة في ضاحية الجريف شرقي الخرطوم bbc - البحرين : انطلاق سباق فورمولا 1 بالرغم من الاحتجاجات و الغضب المستعر في الشوارع بين المحتجين المنددين بهذا السباق بوصفه مناسبة استعراضية لعائلة حاكمة سحقت مظاهرات الربيع العربي و قوات الامن رويترز - سوريا : كوفي عنان يرحب بقرار مجلس الأمن بإرسال 300 مراقب دولي إلى سوريا لمراقبة وقف إطلاق النار فيها واصفاً انها لحظة حاسمة من أجل الاستقرار في البلاد مطالباً الحكومة بوقف استخدام الاسلحة الثقيلة وان تسحب كما تعهدت مثل هذه الاسلحة والوحدات المسلحة من المراكز السكنية bbc - سوريا : مسلحين يقومون بتفجير خط أنابيب نفط في منطقة أبو حمام في محافظة دير الزور قرب الحدود مع العراق bbc - اليمن : مقتل 17 عنصرا من جماعة أنصار الشريعة التابع لتنظيم القاعدة في منطقتي جبل يوسف والمنياسة في لودر ووزارة الدفاع تؤكد توسيع العمليات بأبين cnn |     |       |      |      |
| 22 أبريل 2012 (الأحد) | عدل | تاريخ | راقب | تصفح |

| \| 23 أبريل 2012 (الإثنين) \| عدل \| تاريخ \| راقب \| تصفح \| |     |       |      |      |
| - سوريا : القوات السورية تقصف حي الاربعين في مدينة حماة مما يسفر عن مقتل 20 شخصا و اصابة 60 آخرين رغم إعلان السلكات السورية التزامها باتفاق وقف إطلاق النار رويترز - البحرين : الامين العام لجمعية الوفاق الوطني علي سلمان يؤكد ان الصراع في المملكة سيزداد عنفا إذا لم تُجر الحكومة إصلاحات بعد عام من اندلاع انتفاضة تطالب بالديمقراطية مؤكداً أن النظام غير جاد في حوار حقيقي للاستماع إلى مطالب شعب البحرين وتلبية هذه المطالب التي لا يتملك رفضها رويترز - فرنسا : الرئيس المنتهية ولايته نيكولا ساركوزي يعرض على فرنسوا أولاند خوض ثلاث مناظرات انتخابية قبل جولة الإعادة المقررة في الشهر المقبل bbc - السودان : طائرات حربية تابعة للجيش السوداني تشن غارات جوية على جنوب السودان مما يؤدي إلى مقتل ثلاث اشخاص في بلدة بنتيو فيما يؤكد سعد الصورامي المتحدث باسم الجيش السوداني ان بلاده ترفض الاتهام بقصف بنتيو مؤكداً ان لا علاقة لها بما يدور في ولاية الوحدة بجنوب السودان ولم تقصف أي منطقة في جنوب السودان .رويترز - السودان : الرئيس السوداني عمر البشير يؤكد انه لاتوجد مفاوضات مع جنوب السودان رغم النداءات الدولية لإنهاء الأزمة بين البلدين وذلك خلال زيارته إلى مدينة هجليج النفطية التي شهدت معارك قبل انسحاب جيش الجنوب منها يوم الجمعة .رويترز |     |       |      |      |
| 23 أبريل 2012 (الإثنين) | عدل | تاريخ | راقب | تصفح |

| \| 24 أبريل 2012 (الثلاثاء) \| عدل \| تاريخ \| راقب \| تصفح \| |     |       |      |      |
| - سوريا : سيارة ملغومة تنفجر في حي المرجة وسط دمشق و اصابة ثلاثة أشخاص على الأقل مع إلحاق أضرارا بمبان في المنطقة التي تضم العديد من المتاجر وتقع خارج المدينة القديمة.bbc - مصر : محكمة مصرية تؤيد قراراً بالحكم بالسجن ثلاثة أشهر على الممثل عادل إمام بتهمة إزدراء الأديان .bbc |     |       |      |      |
| 24 أبريل 2012 (الثلاثاء) | عدل | تاريخ | راقب | تصفح |

| \| 28 أبريل 2012 (السبت) \| عدل \| تاريخ \| راقب \| تصفح \| |     |       |      |      |
| - السعودية : الرياض تستدعي سفيرها بالقاهرة وتغلق سفارتها وقنصلياتها في مصر .رويترز - السودان : اعلنت الحكومة السودانية القاء القبض على أربعة أجانب في منطقة هجليج الحدودية بين الشمال وجنوب السودان .bbc - لبنان : السلطات اللبنانية توقف سفينة على متنها كميات كبيرة من الأسلحة متوجهة إلى سوريا ، ودمشق تأكد أن السفينة كانت في طريقها إلى مسلحي المعارضة السورية .سي ان ان العربية - إيران : الوكالة الذرية تؤكد استئناف المفاوضات مع إيران حول برنامجها النووي وستجري في 14 و15 ايار/مايو 2012 في السفارة الإيرانية بالعاصمة النمساوية فيينا .afp |     |       |      |      |
| 28 أبريل 2012 (السبت) | عدل | تاريخ | راقب | تصفح |

| \| 29 أبريل 2012 (الأحد) \| عدل \| تاريخ \| راقب \| تصفح \| |     |       |      |      |
| - وصول رئيس بعثة المراقبين الدوليين الجنرال النرويجي روبرت مود إلى دمشق وتراجع حدة العنف في سوريا .رويترز - الرئيس السوداني عمر البشير يعلن حالة الطوارئ في مناطق حدودية مع جنوب السودان وسط توتر العلاقات بين الدولتين .cnn - مسلحون يُعتقد انهم ينتمون لجماعة بوكو حرام يقتلون 15 شخصاً في هجوم بكانو بشمال نيجيريا .رويترز |     |       |      |      |
| 29 أبريل 2012 (الأحد) | عدل | تاريخ | راقب | تصفح |

| \| 30 أبريل 2012 (الإثنين) \| عدل \| تاريخ \| راقب \| تصفح \| |     |       |      |      |
| - سوريا : أعلن التلفزيون الرسمي السوري أن مجموعة إرهابية مسلحة هاجمت المصرف المركزي ودورية أمنية في دمشق بقذائف "آر بي جي" وأضاف أن الأضرار اقتصرت على الجانب المادي فقط .cnn - العراق : أعلن القضاء العراقي أن جلسات محاكمة طارق الهاشمي نائب الرئيس العراقي وأفراد حمايته ستبدأ الخميس المقبل في بغداد، حيث يواجهون ثلاثمائة تهمة جنائية موزعة بين قضايا اغتيال وتفجيرات .الجزيرة - البحرين : قضت محكمة التمييز البحرينية بإعادة محاكمة 21 ناشطا بحرينياً معارضاً أمام القضاء المدني من بينهم المعارض البارز عبد الهادي الخواجة المضرب عن الطعام منذ أكثر من شهرين . bbc |     |       |      |      |
| 30 أبريل 2012 (الإثنين) | عدل | تاريخ | راقب | تصفح |

| أحداث جارية |
| --- |
| - أزمة الدين الحكومي اليوناني - جائحة فيروس كورونا 2019–20 - التدخل العسكري الروسي في أوكرانيا - التدخل العسكري الروسي في سوريا - الحرب الأهلية السورية - الهجوم على شمال غرب سوريا (2024) - الحرب الأهلية السودانية 2023 - عملية طوفان الأقصى - الحرب الفلسطينية الإسرائيلية (الخط الزمني) - صراع حزب الله وإسرائيل (2023–الآن) - - أزمة البحر الأحمر - الهجمات على القواعد الأمريكية في العراق وسوريا 2023 - الأزمة الإنسانية في غزة (2023 – الآن) تفاصيل أكثر النزاعات الجارية أدناه |

| وفيات حديثة |
| --- |
| - 17 مارس: أبو حمزة - 17 مارس: لي شاو كي - 17 مارس: أبو إسحاق الحويني - 18 مارس: قسطنطين رودريغيز - 18 مارس: عبد الرحمن حاجي أحمدي - 18 مارس: مارشال راوش - 18 مارس: نادية كاسيني - 18 مارس: دينيز باوتشر - 18 مارس: جان ميشيل (سياسي) - 18 مارس: عصام الدعاليس - 18 مارس: محمود أبو وطفة - 18 مارس: ولامير ماركيز - 19 مارس: أندريا ديليباشيتش - 19 مارس: كالسترات كوتسوف - 19 مارس: هيرنان غودوي - 20 مارس: عثمان سيناف - 20 مارس: نورمان كلارك - 20 مارس: إدي جوردان - 20 مارس: رالف مونرو - 20 مارس: إدي أدكوك |

| نزاعات جارية |
| --- |
| - التدخل العسكري الدولي ضد تنظيم الدولة الإسلامية (داعش) - الكاميرون - الحرب الأهلية الكاميرونية - جمهورية إفريقيا الوسطى - حرب جمهورية إفريقيا الوسطى الأهلية (2012–الآن) - جمهورية الكونغو الديموقراطية - تمرد القوات الديمقراطية المتحالفة - صراع كيفو - الحرب الأهلية الأثيوبية (2018-حاليا) - صراع أمهرة [الإنجليزية] - موزمبيق - التمرد الإسلاموي في موزمبيق - نيجيريا - تمرد بوكو حرام - التمرد الإسلامي في الساحل - تمرد الجهاديين في بوركينا فاسو · حرب مالي - الحرب الأهلية الصومالية - الحرب في الصومال (2009–الآن) - السودان - الحرب الأهلية السودانية 2023 - النزاع في أفغانستان - النزاع بين طالبان والدولة الإسلامية في أفغانستان - صراع بنجشير - الهند - التمرد في جامو وكشمير - العصيان الماوي-الناكسالي - إندونيسيا - أزمة بابوا - الصراع الداخلي في ميانمار - الحرب الأهلية في ميانمار (2021-الحاضر) - باكستان - صراع بلوشستان - عصيان خيبر بختونخوا - الصراع الأهلي في الفلبين - التمرد الشيوعي في الفلبين - الحرب الروسية الأوكرانية - الغزو الروسي لأوكرانيا 2022 - صراع العراق (2003–الآن) - التمرد العراقي (2017–الآن) - صراع إسرائيل وغزة - الحرب الفلسطينية الإسرائيلية 2023 - هجمات الحوثيين على إسرائيل (2023 - 2024) - الحرب الأهلية السورية - التدخل الأجنبي في الحرب الأهلية السورية - تركيا - الولايات المتحدة - اليمن - الحرب الأهلية اليمنية (2014–الآن) - التدخل العسكري في اليمن |